# Atractus ayeush
Espèce
Atractus ayeush  est une espèce de serpents de la famille des Dipsadidae.

## Répartition
Cette espèce est endémique de l'État de Lara au Venezuela. Elle a été découverte à 1 050 m d'altitude dans la Serranía de Parupano.

## Publication originale
- Esqueda, 2011 : A new semifossorial snake species (Dipsadidae: Atractus Wagler, 1828) from the Lara-Falcón montainous system, northwestern Venezuela. Herpetotropicos, vol. 6, no 1/2, p. 35-41 (texte intégral).